# شريف البنداري
 شريف البنداري (ولد في 29 سبتمبر 1978) هو مخرج وكاتب ومنتج أفلام مصري. كان أول فيلم روائي طويل له هو علي معزة وإبراهيم.

## الحياة والوظيفة
ولد شريف في القاهرة بمصر عام 1978. تخرج من كلية الفنون التطبيقية في عام 2001 قبل أن يدرس الإخراج السينمائي في المعهد العالي للسينما في القاهرة الذي تخرج منه في عام 2007، حيث قام بتدريس الإخراج السينمائي منذ عام 2008. في عام 2004 بدأ العمل كمخرج مساعد في الأفلام الروائية والإعلانات التجارية. وفي العام التالي، أخرج فيلم «ست بنات»، وهو أول فيلم وثائقي قصير له، عن ست فتيات يدرسن في القاهرة ويتقاسمن شقة هناك. في عام 2006، أخرج فيلمه الروائي القصير الأول، «صباح الفل»، وحصل على عدة جوائز في مختلف المهرجانات. في عام 2016، أخرج شريف فيلمه الروائي الطويل «علي معزة وإبراهيم»، والذي قوبل باستقبال كبير في العديد من البلدان.

## فيلموغرافيا
- ست بنات (2005)
- صباح الفل (2006)
- ساعة عصاري (2008)
- 18 يوم (2011) (جزء: حظر التجول)
- في الطريق لوسط البلد (2011)
- حار جاف صيفاً (2015)
- علي معزة وإبراهيم (2016)

## روابط خارجية
- شريف البنداري على موقع IMDb (الإنجليزية)
- شريف البنداري على موقع قاعدة بيانات الفيلم (الإنجليزية)

- شريف البنداري في قاعدة بيانات الأفلام على الإنترنت
- شريف البندارى على elcinema.com